# Аджария
Аджария (на грузински: აჭარა – Ачара; на руски: Аджария;) е автономна република в състава на Грузия, един от 12-те региона на страната. Площ 2899 km² (10-о място по големина в Грузия, 4,16% от нейната площ). Население на 1 януари 2018 г. 346 300 души (4-то място по брой на населението в Грузия, 8,71% от нейното население). Столица град Батуми. Разстояние от Тбилиси до Батуми 350 km. В различни времена страната носи името Аджаристан, а по време на съветската власт е известна под името Аджарска автономна съветска социалистическа република.

## География
Аджария заема югозападната част на Грузия. На юг граничи с Турция, на север – с областта Гурия, на изток – с областта Самцхе-Джавахети, а на запад се мие от водите на Черно море. В тези си граници заема площ от 2899 km² (10-о място по големина в Грузия, 4,16% от нейната площ).
Областта е разположена в югозападната част на Закавказието. Бреговете на Черно море са слабо разчленени (по значителен залив е Батумският), с широки плажове. Значителна част от територията на републиката е заета от хребетите и предпланините на Малък Кавказ. От югозапад на североизток се пресича от Месхетския хребет (Аджаро-Имеретински, връх Сакорниа 2755 m), на юг, по границата с Турция се простира Шавшетския хребет с връх Хева 2812 m 41°29′28″ с. ш. 42°12′22″ и. д. / 41.491111° с. ш. 42.206111° и. д.), издигащ се на границата с Турция, а на изток е Арсиянския хребет, като последния се пресича от прохода Годерзи (2025 m). По крайбрежието се простира сравнително тясна низина, представляваща южно продължение на Корхидската низина. Между разклоненията на Месхетския хребет и приморската низина са разположени хълмисти предпланински райони. Областта има богати и разнообразни полезни изкопаеми – основно залежи от мед, а в черноморския шелф се разработват нефтени и газови находища.
В приморските и предпланинските райони климатът е топъл, много влажен, субтропичен, а в планините – влажен, умерено топъл и хладен. Средната януарска температура в приморските райони е от 4 до 6 °C, в планините от 2 до -2 °C. Средната юлска температура съответно 20 – 23 °C и 20 – 16 °C. Годишната сума на валежите е много голяма и варира от 2400 – 2800 mm по крайбрежието и по обърнатите към морето планински склонове, в планинските източни части 1400 – 1800 mm, а по долините във вътрешността 1000 – 1400 mm. Продължителността на вегетационния период (минимална денонощна температура 5 °C) в приморската полоса е над 300 денонощия (в някои години до 350). Отрицателните температури са рядкост и обичайно не превишават -4, -6 °C. Сумарната температура за периода с температура над 10 °C в приморските райони е 4000 – 4200 °C, а във вътрешността на Аджария 3000 – 3500 °C.
Всичките реки в региона принадлежат към басейна на Черно море. Най-голямата от тях е Чорох, идваща от турска територия и протичаща в пределите на Аджария със своето най-долно течение. Нейният десен приток Аджарисцкали, пресича от изток на запад цялата територия на страната. Реките в региона са многоводни, имат предимно дъждовно и снежно подхранване, есенно-зимно и пролетно пълноводие и притежават значителни хидроенергийни ресурси оценявани на около 1 млн.квт.
В низините почвите са алувиални и блатни, а в ниските крайбрежни предпланински райони преобладават червеноземните почви. В планините и долините на Вътрешна Аджария са разпространени кафявите, торфените и торфено-планинско-ливадните почви. Горите са се съхранили основно по склоновете на хребетите и покриват над 50% от територията на републиката. В северозападните части горите са от колхидски тип с широколистни видове, богати на подлес и лиани, нагоре следват букови, а в горната част на горския пояс са разпространени елови и смърчови гори (последните преобладават в източната част). Приморската низина и предпланинските части почти напълно са усвоени за отглеждане на културни растения (субтропични и технически култури), а в долината на река Аджарисцкали значителни площи са заети от овощни градини. От 1800 m нагоре следват участъци с гъсти храсталаци, а нагоре субалпийски и алпийски пасища. В планинските гори се срещат мечка, дива свиня, рис, чакал и др. На територията на областта е създаден Кинтришки национален парк, чиято цел е да запази изключителните растителни и животински видове.

## Икономика
Аджария е подходяща земя за отглеждане на чай, цитрусови плодове и тютюн. Регионът разполага с множество курорти. Индустрията включва опаковане на чай, обработка на тютюн, консервиране на плодове и риба, преработката на нефт, и корабостроенето. Регионалната столица Батуми е врата към превоза на стоки към Грузия, Азербайджан и Армения. Пристанището на Батуми се използва за превоз на нефт от Казахстан и Туркменистан. Столицата е център за корабостроенето и производството. Аджария е основният център на крайбрежната туристическа индустрия на Грузия, измествайки северозападната провинция Абхазия, която се отдели от Грузия през 1993 г.

## История
Археолозите смятат, че територията е обитавана от неолита. През древността Аджария е гъсто населен, икономически и културно развит регион в Колхида и Кавказка Иберия. По сведения на историци от това време като Херодот, Страбон и Ксенофонт, в Югозападна Грузия са развити на високо равнище металургията, земеделието и животновъдството. Колонизиран от гърците през 5 век пр.н.е., регионът попада под опеката на Рим през 2 век пр. Хр. През 9 век, районът е разделен между две грузински държави, Тао-Кларджети и Кралство Абхазия. Тя става част от грузинското царство Егриси преди да бъде включена в единното Грузинско кралство през 9 век. През 11 век Аджария става част от единното Грузинско кралство. Регионът е опустошен от селджукските турци през 11 век и от монголите през 13 век. След разпадането на Грузинската монархия и последвалите вътрешни войни, Аджария влиза в множество формации, докато през 1535 г. става в част от Княжество Гурия. Османската империя завладява района през 1614 г. и започва процес на ислямизация на местното грузинско население. По време на Кримската война от 1853 – 1856 г. и Руско-турската война от 1877 – 1878 г., хиляди аджари са назначени в османската армия. През 1878 г., вследствие колониалната експанзия на Руската империя, османците са принудени да се откажат от Аджария, която става част от Русия.
След краткотраен военен конфликт през март 1921 г., турското правителство връща територията на Грузия, като грузинската страна се задължава да предостави автономия на територията по член IV от Договора за Карс, който предвижда автономия за грузинското мюсюлманско население. СССР обявява на 16 юли 1921 година създаването на Аджарската автономна съветска социалистическа република, която е част от Грузинската ССР, със значителна автономия, но ограничена от желязната ръка на Сталин. През април 1929 г. мюсюлманските селяни от планинската част на Аджария се вдигат на бунт с оръжие срещу задължителнота колективизация и религиозното преследване. Съветските войски бързо разбиват въстанието. Хиляди от местните жители са депортирани.
След разпадането на СССР през 1991 г. Аджария става част от новата независима, но политически разделена Република Грузия. В страната настъпва хаос и в периода 1991 – 1993 г. в областта се разгаря гражданска война. Следва авторитарното управление на Аслан Абашидзе, при което има масово погазване на човешките права. Въпреки че той успешно поддържа реда в Аджария и я превръща в един от най-богатите региони в Грузия, Абашидзе е обвинен в участие в организирана престъпност, мащабна контрабанда за финансиране на правителството му и лично забогатяване. През своя мандат грузинският президент Едуард Шеварднадзе води политика на „затворени очи“ спрямо режима на Абашидзе. На конференцията на високо равнище на ОССЕ в Истанбул през 1999 г. е договорено изтеглянето на руските войски от руската военна база в Батуми.
Ситуацията се променя след „Революцията на розите“ от 2003 г., когато Шеварднадзе е свален в полза на реформаторския опозиционен лидер Михаил Саакашвили, който обещава да се справи със сепаратизма в Грузия. През 2004 г. проруският авторитарен президент на Аджария – Абашидзе е свален от власт и изпратен в изгнание в Русия. След свалянето на Абашидзе автономната област отново е върната на Грузия. На 3 ноември аджарите провеждат избори, на които със 77% одобрение оставят властта в ръцете на Националната партия, формацията на Саакашвили. През 2004 г. Леван Варшаломидзе заменя Абшидзе като председател на правителството, начело на което остава до 2012 г.
В продължение на много години, Русия поддържа 12-а военна база в Батуми. Това е източник на голямо напрежение и Грузия заплашва да блокира достъпа до съоръжението. След преговори между Грузия и Русия през юли 2005 г. руските войски започват изтеглянето си от базата в Батуми, а на 17 ноември 2007 г. Русия връща базата на Грузия, повече от една година предсрочно.
През юли 2007 г. седалището на Грузинския конституционен съд е преместено от Тбилиси в Батуми. На територията на Аджария има запазени мостове и култови съоръжения, град-крепост от епохата на царица Тамара (12 век).

## Управление
Сградата на правителството се намира в Батуми.
Статутът на Аджарската автономна република се определя от грузинския закон за Аджария и новата конституция на региона, приета след свалянето на Аслан Абашидзе. Местният законодателен орган е Народното събрание. Съветът на министрите в Аджария се предлага от президента на Грузия, който също има правомощията да разпусне народното събрание, да отмени местните власти по въпроси, свързани с наушаването на грузинската конституция.
Политическият живот на Аджария се състои от 4 министерства и 18 депутатски места. След промяната на грузинската конституция броят, отреден на аджарските избраници, става 18, от които 6 се избират мажоритарно, 12 – пропорционално.
Аршил Кабадзе е настоящият ръководител на Аджарското правителство.
Регионалната политика на централната и местната власт се съсредоточава върху привличането на чуждестранни инвестиции в региона, като за тази цел е лансирана мащабна кампания на приватизация.
Грузинската опозиция и някои европейски наблюдатели критикуват текущия статут на Аджария. Критики са направени относно нарушения на човешките права, по-специално в средствата за масово осведомяване.
Руското военно присъствие е поредното предизвикателство в региона. Русия обещава да оттегли своята база на среща на върха на ОССЕ в Истанбул през 1999 г., а продължителността на преговорите става източник на голямо напрежение с Грузия, което е окончателно снето през 2008 г.

## Население
Към 1 януари 2018 г. в Аджария живеят 346 300 души предимно аджарци. Те са етнически грузинци, които говорят на местен диалект на грузинския език. Аджарите приемат християнството през IV век, но по време на османската власт през XVII-XIX век населението е ислямизирано. В областта са запазени множество манастири, а и често в народните празници се наблюдава смесване на християнска и мюсюлманска традиция.
Населението на Аджария е познато главно като грузински мюсюлмани до 1926 г., когато след преброяването съветските власти ги обявяват като аджари. По-късно съветската власт ги квалифицира като категория грузинци, без да уточнява тяхната религиозна принадлежност. След разпадането на Съветския съюз населението на областта с бързи темпове и доброволно приемат християнството, особено младите хора. Интересно е да се отбележи, че към днешна дата на територията на Аджария има 20 джамии (само 1 в столицата Батуми) и 20 християнски църкви. Разпадането на Съветския съюз и възстановяването на независимостта на Грузия ускорява повторната рехристиянизация, особено сред младите хора. Въпреки това, все още има останали сунитски мюсюлмански общности в Аджария, главно в района на Хуло.
Плътността на населението е 119,45 души/km². Етнически състав (2014): аджарци (грузинци) 96,04%, арменци 1,64%, руснаци 1,10%, Украинци 0,24%, гърци 0,17%, други 0,81%.

## Административно-териториално деление
В административно-териториално отношение Аджария се дели на 5 административни района, 2 града, в т.ч. 1 град с регионално подчинение и 1 град с районно подчинение и 5 селища от градски тип.
| Административна единица      | Площ (km²) | Население (2018 г.) | Административен център   | Население (2018 г.) | Разстояние до Батуми (в km) | Други градове и сгт с районно подчинение |
| ---------------------------- | ---------- | ------------------- | ------------------------ | ------------------- | --------------------------- | ---------------------------------------- |
| Град с регионално подчинение |            |                     |                          |                     |                             |                                          |
| 1. Батуми                    | 65         | 163 400             | гр. Батуми               | 163 400             | -                           |                                          |
| Административен район        |            |                     |                          |                     |                             |                                          |
| 1. Кедски                    | 452        | 16 800              | сгт Кеда                 | 1200                | 45                          |                                          |
| 2. Кобулетски                | 720        | 73 400              | гр. Кобулети             | 19 700              | 21                          | Очхамури, Чакви                          |
| 3. Хелмачаурски              | 365        | 52 100              | кв. Хелвачаури на Батуми | 6143                | 12                          |                                          |
| 4. Хулойски                  | 710        | 25 500              | сгт Хуло                 | 1180                | 88                          |                                          |
| 5. Шуахевски                 | 588        | 15 100              | сгт Шуахеви              | 900                 | 70                          |                                          |